# Luka Ilić
Luka Ilić (in serbo Лука Илић?; Niš, 2 luglio 1999) è un calciatore serbo, centrocampista del Real Oviedo.

## Biografia
Suo fratello Ivan è anch'egli un calciatore.

## Caratteristiche tecniche
È un trequartista.

## Carriera

### Club
Cresciuto nelle giovanili della Stella Rossa, è stato acquistato nel 2017 dal Manchester City che lo ha lasciato in prestito al club serbo per un'altra stagione.
Ha esordito il 6 luglio 2017 in un match di qualificazione all'Europa League pareggiato 3-3 contro il Floriana.

### Nazionale
Esordisce in nazionale, siglando anche una rete, nell'amichevole vinta per 1-2 contro gli Stati Uniti del 26 gennaio 2023.

## Statistiche

### Presenze e reti nei club
Statistiche aggiornate al 17 luglio 2025.
| Stagione            | Squadra             | Campionato          | Campionato | Campionato | Coppe nazionali | Coppe nazionali | Coppe nazionali | Coppe continentali | Coppe continentali | Coppe continentali | Altre coppe | Altre coppe | Altre coppe | Totale | Totale | Totale |
| Stagione            | Squadra             | Comp                | Pres       | Reti       | Comp            | Pres            | Reti            | Comp               | Pres               | Reti               | Comp        | Pres        | Reti        | Pres   | Reti   |        |
| ------------------- | ------------------- | ------------------- | ---------- | ---------- | --------------- | --------------- | --------------- | ------------------ | ------------------ | ------------------ | ----------- | ----------- | ----------- | ------ | ------ | ------ |
| 2017-2018           | Stella Rossa        | SL                  | 14         | 2          | KS              | 2               | 0               | UEL                | 1                  | 0                  | -           | -           | -           | 17     | 2      |        |
| 2018-2019           | NAC Breda           | E                   | 16         | 2          | CO              | 1               | 0               | -                  | -                  | -                  | -           | -           | -           | 17     | 2      |        |
| 2019-2020           | NAC Breda           | ED                  | 25         | 5          | CO              | 3               | 0               | -                  | -                  | -                  | -           | -           | -           | 28     | 5      |        |
| Totale NAC Breda    | Totale NAC Breda    | Totale NAC Breda    | 41         | 7          |                 | 4               | 0               |                    | -                  | -                  |             | -           | -           | 45     | 7      |        |
| 2020-2021           | Twente              | E                   | 24         | 2          | CO              | 0               | 0               | -                  | -                  | -                  | -           | -           | -           | 24     | 2      |        |
| 2021-gen. 2022      | Twente              | E                   | 5          | 0          | CO              | 0               | 0               | -                  | -                  | -                  | -           | -           | -           | 5      | 0      |        |
| Totale Twente       | Totale Twente       | Totale Twente       | 29         | 2          |                 | 0               | 0               |                    | -                  | -                  |             | -           | -           | 29     | 2      |        |
| gen.-giu. 2022      | Troyes 2            | N3                  | 7          | 2          | -               | -               | -               | -                  | -                  | -                  | -           | -           | -           | 7      | 2      |        |
| 2022-2023           | TSC Bačka Topola    | SL                  | 25         | 6          | CS              | 4               | 2               | -                  | -                  | -                  | -           | -           | -           | 29     | 8      |        |
| 2023-2024           | Troyes              | L2                  | 19         | 5          | CF              | 1               | 0               | -                  | -                  | -                  | -           | -           | -           | 20     | 5      |        |
| 2024-2025           | Stella Rossa        | SL                  | 34         | 12         | KS              | 1               | 1               | UCL                | 7                  | 0                  | -           | -           | -           | 42     | 13     |        |
| Totale Stella Rossa | Totale Stella Rossa | Totale Stella Rossa | 48         | 14         |                 | 3               | 1               |                    | 8                  | 0                  |             | -           | -           | 59     | 16     |        |
| Totale carriera     | Totale carriera     | Totale carriera     | 169        | 36         |                 | 12              | 3               |                    | 8                  | 0                  |             | -           | -           | 189    | 39     |        |

### Cronologia presenze e reti in nazionale
| Cronologia completa delle presenze e delle reti in nazionale ― Serbia | Cronologia completa delle presenze e delle reti in nazionale ― Serbia | Cronologia completa delle presenze e delle reti in nazionale ― Serbia | Cronologia completa delle presenze e delle reti in nazionale ― Serbia | Cronologia completa delle presenze e delle reti in nazionale ― Serbia | Cronologia completa delle presenze e delle reti in nazionale ― Serbia | Cronologia completa delle presenze e delle reti in nazionale ― Serbia | Cronologia completa delle presenze e delle reti in nazionale ― Serbia |
| Data                                                                  | Città                                                                 | In casa                                                               | Risultato                                                             | Ospiti                                                                | Competizione                                                          | Reti                                                                  | Note                                                                  |
| --------------------------------------------------------------------- | --------------------------------------------------------------------- | --------------------------------------------------------------------- | --------------------------------------------------------------------- | --------------------------------------------------------------------- | --------------------------------------------------------------------- | --------------------------------------------------------------------- | --------------------------------------------------------------------- |
| 26-1-2023                                                             | Los Angeles                                                           | Stati Uniti                                                           | 1 – 2                                                                 | Serbia                                                                | Amichevole                                                            | 1                                                                     | 62’                                                                   |
| Totale                                                                |                                                                       | Presenze                                                              | 1                                                                     |                                                                       | Reti                                                                  | 1                                                                     |                                                                       |

## Palmarès

### Club

#### Competizioni nazionali
- Campionato serbo: 2

Stella Rossa: 2017-2018, 2024-2025
- Coppa di Serbia: 1

Stella Rossa: 2024-2025